# Thao túng tâm lý

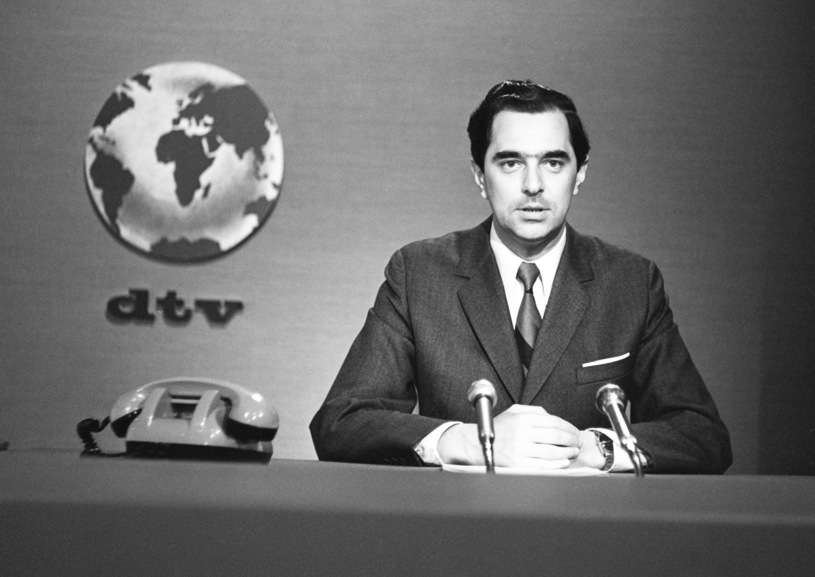
Ví dụ về thao tác truyền hình có thể được tìm thấy trong các chương trình tin tức có khả năng ảnh hưởng đến khán giả đại chúng. Trong ảnh là dàn diễn viên tin tức nổi tiếng của Dziennik (Tạp chí), đã cố gắng nói xấu chủ nghĩa tư bản ở Ba Lan (khi đó là nước cộng sản) bằng cách sử dụng ngôn ngữ giả lập và ngôn ngữ tải.

Thao túng tâm lý là một loại ảnh hưởng xã hội nhằm mục đích thay đổi hành vi hoặc nhận thức của người khác thông qua các chiến thuật gián tiếp, lừa đảo hoặc âm thầm. Bằng cách thúc đẩy lợi ích của người thao túng, thường bằng chi phí của người khác, các phương pháp như vậy có thể bị coi là bóc lột và sai lệch.
Ảnh hưởng xã hội không nhất thiết là tiêu cực. Ví dụ, những người như bạn bè, gia đình và bác sĩ, có thể cố gắng thuyết phục để thay đổi rõ ràng những thói quen và hành vi không có ích. Ảnh hưởng xã hội thường được coi là vô hại khi nó tôn trọng quyền của người bị ảnh hưởng chấp nhận hoặc từ chối nó, và không bị ép buộc quá mức. Tùy thuộc vào bối cảnh và động lực, ảnh hưởng xã hội có thể tạo thành thao túng âm thầm.
Một trong các kỹ thuật thao túng tâm lý phổ biến là gaslighting, làm cho người khác tự nghi ngờ về nhận thức và trải nghiệm của mình, từ đó dễ dàng chi phối hành động của họ theo ý muốn.